# 渡辺夏彦
渡辺 夏彦（わたなべ なつひこ、1995年6月26日 - ）は、東京都出身の元プロサッカー選手。ポジションはFWまたはMF。

## クラブ歴
2歳でボールを蹴り始め、小学校3年生の時にFCトリプレッタ渋谷ジュニアに加入。國學院大學久我山高等学校から慶應義塾大学に進学。2018年3月に3.リーガのVfRアーレンに早稲田大学の鈴木準弥とともに加入した。
2019年1月にレギオナルリーガのFCメミンゲンに移籍。2020年7月にFVイレルティッセンに移籍した。

## 代表歴
U-17日本代表(2012年)